# Lowādeh
Lowādeh är en ort i Iran.   Den ligger i provinsen Gilan, i den nordvästra delen av landet, 300 km nordväst om huvudstaden Teheran. Lowādeh ligger 803 meter över havet och antalet invånare är 128.
Terrängen runt Lowādeh är huvudsakligen bergig, men den allra närmaste omgivningen är kuperad. Terrängen runt Lowādeh sluttar österut. Runt Lowādeh är det ganska glesbefolkat, med 45 invånare per kvadratkilometer. Närmaste större samhälle är Hashtpar, 17,5 km sydost om Lowādeh. I omgivningarna runt Lowādeh växer i huvudsak blandskog.